# Weiming Bao
Weiming Bao (En chino: 包偉銘 Bāo Wěi Míng) (3 de julio de 1964) (Nombre real: 包小銘 Bāo Xiǎo Míng), es un famoso cantante, presentador, actor y crítico musical. Nació en Taipéi, Taiwán; es el 33avo hijo de Zheng Bao, quién fue un oficial del gobierno en la dinastía Song del norte de China.

## Carrera artística
Weiming Bao debutó a inicios de 1980, en 1981 se integró con Golden Sound Records (En chino: 金聲唱片 Jīn Shēng Chàngpiàn) y lanzó su primer álbum, del cual su canción más conocida es «¡Corre! ¡Corre hacia adelante!» (En chino: 《跑！向前跑！》), por su talento en el baile se convirtió en uno de los primeros representantes de la minoría de cantantes idol de Taiwán. En 1983, Weiming Bao terminó con Golden Sound Record, después se integró al mundo de la presentación, en el periodo de Laoshengtai hubo cinco espectáculos de variedades presentados por él, al mismo tiempo también atrajo a sus dos hermanos, Xiaosong Bao (En chino: 包小松 Bāo Xiǎosōng) y Xiaobai Bao (En chino: 包小柏 Bāo Xiǎobǎi), un dúo famoso de composición, canto y baile.
Después de 2000, Weiming Bao todavía seguiría activo en la industria musical, participó en DaAi Drama y en dramas de idols, también como conductor de programas, en canto y crítica musical. Como el público disfrutaba del «Corre Corre Corre» (Parte de la letra de «¡Corre! ¡Corre hacia adelante!»), cada vez que se le pedía que improvisara el video de esta canción, incluso si no calentaba por completo, hacía todo lo posible para satisfacer al público, cuando acaba la presentación el público daba cálidos aplausos y ánimos como agradecimiento a su dedicación. Además, también publicó libros sobre golf y la industria de restauración.
En 2014 se unió a East Sound Records (En chino: 東聲唱片 Dōng Shēng Chàngpiàn) y lanzó el cuarto álbum «La La La».
En 2016 lanzó el quinto álbum «FUN FUN FUN».

## Familia
Hijo: Tingzheng Bao (En chino: 包庭政 Bāo Tíng Zhèng), Estudió en la Universidad Católica Fu Jen, graduado del departamento de deportes, especializdo en golf.
Esposa: Ya-Ian Kang (En chino: 康雅嵐 Kāngyǎ lán), fue la primera esposa de Weiming Bao, casados en los 90', hasta que se divorciaron en 1993. Yichun Liu (En chino: 劉依純 Liúyīchún), la segunda esposa de Weiming Bao, actualmente es una cantante taiwanesa, se conocieron en el 2008 en actividades de caridad, salieron durante 6 años y se casaron el 15 de septiembre de 2015.
Hermano: Daming Bao (En chino: 包大銘 Bāo Dà Míng), jefe del hogar.
Hermano: Xiaosong Bao (En chino: 包小松 Bāo Xiǎosōng), es el tercer hermano de la familia, exmiembro de Twin Star, actual revisor del programa y presentador.
Hermano: Xiaobai Bao (En chino: 包小柏 Bāo Xiǎobǎi), es el hermano mayor de la familia, exmiembro de Twin Star, actual revisor del programa y presentador.
- Datos: Q8924259